# Gloydius liupanensis
Espèce
Synonymes
- Gloydius halys liupanensis Liu, Song & Luo, 1989

Gloydius liupanensis est une espèce de serpents de la famille des Viperidae. 

## Répartition
Cette espèce est endémique la province du Gansu en République populaire de Chine.

## Description
C'est un serpent venimeux et vivipare.

## Étymologie
Son nom d'espèce, composé de liupan et du suffixe latin -ensis, « qui vit dans, qui habite », lui a été donné en référence au lieu de sa découverte, les monts Liupan.

## Publication originale
- Liu, Song & Luo, 1989 : A new subspecies of Agkistrodon halys. Journal of Lanzhou University. Natural Sciences, vol. 25, n. 1, p. 114-117.